# Jean Alexander Heinrich Clapier de Colongue

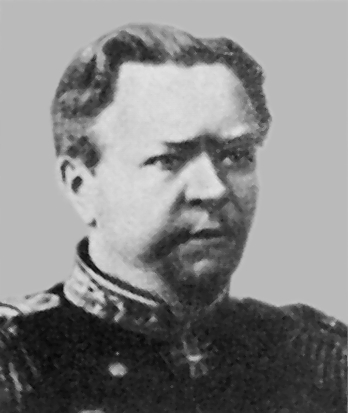
Jean Alexander Heinrich Clapier de Colongue

Jean Alexander Heinrich Clapier de Colongue, russisch Iwan Petrowitsch (de) Kolong (russisch Иван Петрович Колонг, wiss. Transliteration Ivan Petrovič Kolong; * 22. Februarjul. / 6. März 1839greg. in Dünaburg; † 13. Maijul. / 26. Mai 1901greg. in Sankt Petersburg) war ein russischer Gelehrter für Navigation und Generalmajor der russischen Armee.

## Leben
Jean Alexander Heinrich Clapier de  entstammte dem baltischen Adelsgeschlecht der Clapier de Colongue.
Er ist einer der Begründer der Theorie der Deviation des Magnetkompasses. Clapier de Colongue erfand 1875 den nach ihm benannten Deflektor. Außerdem erarbeitete er Richtlinien zur Kompensation von Schiffskompassen, die international Anerkennung fanden. Clapier de Colongue war seit 1896 korrespondierendes Mitglied der Russischen Akademie der Wissenschaften in Sankt Petersburg.